# I.DE.A Institute
I.DE.A Institute es una compañía de diseño e ingeniería de automóviles, fundada en 1978 y con sede en Turín, Italia.

## Diseños notables
- 1983 Fiat Regata
- 1988 Fiat Tipo
- 1989 Lancia Dedra
- 1990 Fiat Tempra
- 1992 Alfa Romeo 155
- 1993 Lancia Delta (1993)
- 1993 Nissan Terrano II /Ford Maverick
- 1994 Lancia Kappa
- 1995 Daihatsu Move
- 1996 Fiat Palio
- 1997 Daewoo Nubira
- 1998 Fiat Multipla
- 1998 Tata Indica
- 2000 Kia Rio
- 2002 Tata Indigo
- 2003 Fiat Idea
- 2007 Tata Nano